# Faith Hope Love
Faith Hope Love è il terzo album in studio del gruppo musicale statunitense King's X, pubblicato nel 1990 dalla Megaforce Records.

## Tracce
1. We Are Finding Who We Are – 5:23
2. It's Love – 4:41
3. I'll Never Get Tired of You – 4:57
4. Moanjam – 4:13
5. Six Broken Soldiers – 3:40
6. I Can't Help It – 3:01
7. Talk To You – 3:48
8. Everywhere I Go – 4:14
9. Don't Believe It – 3:15
10. We Were Born To Be Loved – 5:11
11. Faith Hope Love – 5:11
12. Legal Kill – 5:11

## Formazione

### Gruppo
- Doug Pinnick – voce, basso
- Ty Tabor – voce, chitarra
- Jerry Gaskill – voce, batteria